# Lutz Ludwig
Lutz „L.U.P.O.“ Ludwig (* 1957 in Hannover; † 10. April 2014 in Berlin) war ein deutscher Techno-DJ und -Musiker.

## Leben
Ludwig wurde in Hannover als Sohn eines Bahnbeamten geboren. Auf Wunsch seiner Eltern begann er zunächst eine Ausbildung als Finanzinspektor.
Seit Mitte der 1970er Jahre war er als DJ unter dem Pseudonym L.U.P.O. tätig. Unter anderem legte er im Madhouse in Hamburg oder im Jara in Dortmund auf. Von 1983 bis 1994 war er Resident-DJ in der Münchner Diskothek P1, wo seine Sets auch den jungen DJ Hell nachhaltig beeinflussten.
Mit Andy Weiner gründete er das Label P1 Records, auf dem unter anderem Singles wie „Tribute To James B.“ von Captain Hollywood & B.P.M. mit einem Remix von Ludwig oder Ricksters Houseklassiker „Night Moves“ erschienen. 1989 lernte Ludwig in München Maximilian und Fabian Lenz kennen, mit denen er bei der Macht der Nacht auftrat. Nachdem 1990 das Label P1 Records aufgrund finanzieller Probleme eingestellt worden war, zog Ludwig nach Berlin. Dort war er für das von den Lenz-Brüdern mitgegründete Label Low Spirit mehrere Jahre als Booker und DJ-Promoter tätig. Auf Low Spirit erschien 1990 auch seine erste, gemeinsam mit Klaus Jankuhn produzierte Single „Hell Or Heaven“. Die Single erreichte unter anderem Platz 2 der italienischen Charts. Die Nachfolgesingle Keep It Up konnte sich in den amerikanischen und britischen Dance-Charts platzieren. 1991 erschien das Album Everybody Shake Your Body.
Nach einer mehrjährigen Schaffenspause erschienen ab Mitte der 1990er Jahre stärker von Trance und Electro beeinflusste Releases. Die letzte Solo-Single B.Rocker wurde 2002 auf Electric Kingdom veröffentlicht. Danach entstanden noch einige Platten mit Sven Seelenmeyer als Blowfeldt 59 sowie mit Mike Hellmich und Nathalie De Borah als Die Telemathiker.
Später arbeitete Ludwig als Personalvermittler. Am 10. April 2014 verstarb er im Alter von 57 Jahren in seiner Wahlheimat Berlin.

## Diskografie (Auswahl)
Album
- 1991: Everybody Shake Your Body (Low Spirit)

Singles und EPs
- 1990: Hell Or Heaven (Low Spirit)
- 1990: Keep It Up (Low Spirit)
- 1991: So Hard (Low Spirit)
- 1994: I Wanna Love You (Urban)
- 1995: Transpose (Low Spirit)
- 1995: Velo City (Low Spirit)
- 1996: Penetration / Channel Splitter (Low Spirit)
- 1997: Bastard  (Loud & Slow)
- 1997: Bullshit and Party (Low Spirit)
- 1999: People (Electric Kingdom)
- 2000: For Freedom and Dignity (Low Spirit)
- 2001: Do It Alright (Electric Kingdom)
- 2002: B.Rocker (Electric Kingdom)